# José Maurício Fernandes Pereira de Barros

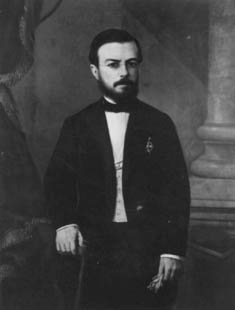
Conselheiro José Mauricio Fernandes Pereira de Barros, da coleção Museu Histórico Nacional.

José Maurício Fernandes Pereira de Barros (Rio de Janeiro, 22 de Setembro de 1824 — ?) foi um político brasileiro.
Foi presidente da província do Espírito Santo, de 8 de março de 1856 a 13 de fevereiro de 1857.